# Municipio de Harrison (condado de Henry)
El municipio de Harrison (en inglés: Harrison Township) es un municipio ubicado en el condado de Henry en el estado estadounidense de Ohio. En el año 2010 tenía una población de 1327 habitantes y una densidad poblacional de 18,64 personas por km².

## Geografía
El municipio de Harrison se encuentra ubicado en las coordenadas 41°22′50″N 84°3′55″O / 41.38056, -84.06528. Según la Oficina del Censo de los Estados Unidos, el municipio tiene una superficie total de 71.21 km², de la cual 69,8 km² corresponden a tierra firme y (1,97 %) 1,41 km² es agua.

## Demografía
Según el censo de 2010, había 1327 personas residiendo en el municipio de Harrison. La densidad de población era de 18,64 hab./km². De los 1327 habitantes, el municipio de Harrison estaba compuesto por el 94,5 % blancos, el 0,38 % eran afroamericanos, el 0,45 % eran amerindios, el 0,9 % eran asiáticos, el 2,56 % eran de otras razas y el 1,21 % eran de una mezcla de razas. Del total de la población el 5,95 % eran hispanos o latinos de cualquier raza.